# Televisão na Etiópia
A televisão na Etiópia foi introduzida em 1964 com o governo de propriedade da ETV. A televisão a cores foi introduzida em 1982 para comemorar a fundação do Partido dos Trabalhadores da Etiópia (WPE). A Etiópia conseguiu seu primeiro canal privado em 2008 com a EBS TV, um canal de TV via satélite baseado nos EUA, focado principalmente em entretenimento informativo.
Até muito recentemente, havia apenas um canal privado com a maioria dos canais sendo propriedade do Estado. No entanto, a ênfase na liberalização do mercado de TV acabou levando a uma onda de canais privados chegando nos últimos anos. Em 2016, vários canais privados, incluindo: Kana TV, Nahoo TV, JTV Etiópia e Walta TV começaram a transmitir via satélite para a Etiópia. Em 2017, mais canais privados, como a ENN TV, centrada nas notícias, e outros, como a LTV, a Etiópia, a Fana TV e a EOTC TV, aderiram ao mercado. Outros, como Dimtse Woyane e Arki, estão em obras e serão lançados nos próximos anos.

## História
A emissora pública nacional EBC (anteriormente ETV) começou a transmitir em 1964 como o primeiro canal de televisão na Etiópia. Nas últimas décadas, a emissora havia aberto vários canais regionais transmitindo em vários idiomas. A privatização da indústria televisiva foi um processo lento com o primeiro canal privado, a EBS TV, lançado em 2008. No entanto, 2016 e 2017 viram uma onda de canais privados entrar no mercado, incluindo o que se tornou o canal mais popular, Kana TV. o número total de canais privados na Etiópia para 13.
Em 2016, o governo da Etiópia anunciou que seria a transição do país da plataforma analógica para a digital. A empresa americana GatesAir ganhou o contrato para o projeto que levará de 5 a 10 anos para ser totalmente concluído.

## Canais

### Propriedade do governo
Canais de propriedade da Ethiopian Broadcasting Corporation (EBC):
| Canal         | Gênero                  | Idioma   |
| ------------- | ----------------------- | -------- |
| ETV Zena      | Geral, Notícias         | Amárico  |
| ETV Languages | Notícias de Addis Ababa | Amárico  |
| ETV Meznagna  | Entretenimento          | Amárico  |
| OBN           | Geral, Notícias         | Oromo    |
| Amhara TV     | Geral, Notícias         | Amárico  |
| Addis Tv      | Geral, Notícias         | Amárico  |
| Tigray TV     | Geral, Notícias         | Tigrínia |
| Harar TV      | Geral, Notícias         | Harari   |
| ESTV          | Geral, Notícias         | Somali   |
| Debub TV      | Geral, Notícias         | Amárico  |
| Dire TV       | Geral, Notícias         | Amárico  |

### Digital privado
| Canal                | Gênero | Idioma |
| -------------------- | ------ | ------ |
| DStv (África do Sul) | Geral  |        |

### Satélite privado
| Canal         | Gênero               | Idioma      |
| ------------- | -------------------- | ----------- |
| Kana TV       | Entretenimento geral | Amárico     |
| LTV Ethiopia  | Cultural             | Amárico     |
| EBS TV        | Entretenimento geral | Amárico     |
| ENN TV        | Notícias             | Amárico     |
| JTV Ethiopia  | Entretenimento geral | Amárico     |
| Nahoo TV      | Entretenimento geral | Amárico     |
| OBS TV        | Entretenimento geral | Afaan Oromo |
| Walta TV      | Notícias             | Amárico     |
| Fana TV       | Notícias             | Amárico     |
| Aleph TV      | Entretenimento geral | Amárico     |
| Afrihealth TV | Saúde                | Amárico     |

### Religioso
| Channel                       | Categoria   | Idioma         |
| ----------------------------- | ----------- | -------------- |
| EOTC TV                       | Ortodoxo    | Amárico        |
| Bethel TV                     | Protestante | Amárico        |
| Holy TV                       | Protestante | Amárico        |
| CJ TV                         | Protestante | Amárico        |
| Jesus TV                      | Protestante | Amárico        |
| El Shaddai Television Network | Protestante | Amárico        |
| Presence TV                   | Protestante | Amárico        |
| Elohi TV                      | Protestante | Amárico        |
| MO'A TV                       | Protestante | Oromo          |
| Arara TV                      | Protestante | Oromo          |
| GMM TV                        | Protestante | Amárico        |
| Africa TV 1                   | Islamismo   | Amárico, Oromo |
| Anointing TV                  | Protestante | Amárico        |

### Participação de mercado semanal
Fonte: Medição de mídia da Kantar-Geopoll para a Etiópia (março de 2017)
| Posição | Canal        | Empresa-mãe                  | Quota de mercado |
| ------- | ------------ | ---------------------------- | ---------------- |
| 1       | Kana TV      | Moby Group                   | 34%              |
| 2       | EBC 1        | Ethiopian Broadcasting Corp. | 18%              |
| 3       | EBS TV       | EBS                          | 16%              |
| 4       | JTV Ethiopia | JTV                          | 10%              |
| 5       | ETV Meznagna | Ethiopian Broadcasting Corp. | 5%               |
| 6       | Nahoo TV     | Nahoo LLC                    | 4%               |
| 7       | CNN          | Turner                       | 3%               |
| 8       | Al Jazeera   | Qatari Government            | 3%               |
| 9       | BBC          | British Government           | 3%               |
| 10      | Other        | —                            | 4%               |

O programa mais visto na Etiópia é Kara Para Aşk, ganhando quase 2/3rd da audiência dos países.

### Top 10 programas
| Posição | Programa                                     | Canal   | Rating |
| ------- | -------------------------------------------- | ------- | ------ |
| 1       | O'Hayati Benim/የተቀማ ህይወት "Yetekema Hiwot"    | Kana TV | 15.3*  |
| 2       | Fatmagül'ün Suçu Ne?/ ቅጣት "Kitat"            | Kana TV | 14.2*  |
| 3       | Pasión y poder / የራስ ምርኮኛ "Ras Mirkogna"     | Kana TV | 13.4*  |
| 4       | The Time in Between / ስውር ሰፌት "sewer sifaet" | Kana TV | 12.85* |
| 5       | Love of Eve / መንታ ገጽ "Menta Gel-tse"         | Kana TV | 12.45* |
| 6       | #Time                                        | Kana TV | 12.5*  |
| 7       | News, Business Zegeba                        | EBC 1   | 11.35* |
| 8       | Anti Mafia Squad / የንስር ዓይን "ye neser ayen"  | Kana TV | 11.8*  |
| 9       | News, Mihewar                                | EBC 1   | 10.75* |
| 10      | Aquitted/ ባይተዋር "baytewar"                   | Kana TV | 10.5*  |

- * Medição de mídia Kantar-Geopoll para a Etiópia, de 12 a 18 de março de 2017 - (Adultos de 15 anos ou mais)